# 스페를론가
스페를론가(이탈리아어: Sperlonga)는 이탈리아 라치오주 라티나도에 위치한 코무네다.

## 자매도시
- 프랑스 오비에르